# Bataille de Dallas
Guerre de Sécession
Batailles
Campagne d'Atlanta
- Rocky Face Ridge
- Resaca
- Adairsville
- New Hope Church
- Pickett's Mill
- Dallas
- Kolb's Farm
- Kennesaw Mountain
- Marietta
- Noonday Creek
- Pace's Ferry
- Peachtree Creek
- Atlanta
- Ezra Church
- Brown's Mill
- Utoy Creek
- Dalton
- Lovejoy's Station
- Jonesborough

La bataille de Dallas est un épisode de la guerre de Sécession américaine. Elle se déroula du 24 mai au 4 juin 1864 lors de la campagne d'Atlanta et consista en une série d'engagements entre le corps confédéré de William J. Hardee et la ligne de défense de l'Union dans le comté de Paulding.